# Santpoort Noord vasútállomás
Santpoort Noord vasútállomás vasútállomás Hollandiában, Velsen városában.

## Vasútvonalak
Az állomást az alábbi vasútvonalak érintik:
- Haarlem–Uitgeest-vasútvonal

## Kapcsolódó állomások
A vasútállomáshoz az alábbi állomások vannak a legközelebb:
- Driehuis vasútállomás
- Santpoort Zuid vasútállomás